# Harry Stradling
Harry Stradling Sr. (właśc. Henry A. Stradling; ur. 1 września 1901 w Newark, zm. 14 lutego 1970 w Los Angeles) – amerykański operator filmowy. Laureat dwóch Oscarów za najlepsze zdjęcia do filmów  Portret Doriana Graya (1945) i My Fair Lady (1964).

## Kariera
Debiutował w 1920, a w następnej dekadzie pracował już w Europie: we Francji, Niemczech oraz w Wielkiej Brytanii. Był autorem zdjęć do około 145 filmów i seriali.

## Nagrody
Otrzymał 14 nominacji do Oscara, spośród których otrzymał dwie statuetki. Pierwszą nagrodę zdobył w 1946 roku za czarno-białe zdjęcia do Portretu Doriana Graya, drugą w 1965 roku za My Fair Lady (film kolorowy).

## Filmografia
Na przestrzeni 50 lat, jako operator filmowy, uczestniczył w tworzeniu 144 filmów krótko- i długometrażowych oraz seriali telewizyjnych.

### Krótkometrażowe
- 1929: Fancy That (komedia: czas – 20')
  - After the Show (musical: 20')
  - So This Is Marriage (komedia muzyczna: 20')
  - Fifty Miles from Broadway (komedia: 17')
- 1930: A Night in a Dormitory (musical: 22')
  - Rubeville Night Club (musical: 20')
  - Ride 'em Cowboy (western: 19')
  - America or Bust (komedia: 21')
  - Hearts and Hoofs (przygodowy: 15')
- 1931: Ménages ultra-modernes
- 1950: The Schumann Story (melodramat: 30')

### Seriale TV
- 1969–1970: The Debbie Reynolds Show (serial komediowy: wszystkie 26 odcinków)

### Fabularne
- 1920: The Devil’s Garden (obyczajowy)
- 1921:
  - The Great Adventure (komedia: czas – 60')
  - Jim the Penman (dramat kryminalny)
- 1922:
  - Fair Lady (przygodowy: 70')
  - His Wife’s Husband (obyczajowy: 60')
  - Secrets of Paris (obyczajowy: 70')
  - How Women Love (obyczajowy: 60')
- 1925:
  - Wandering Fires (obyczajowy)
  - The Substitute Wife
  - Share and Share Alike
- 1926: The Nest (obyczajowy: 80')
- 1927:
  - Burnt Fingers (sensacyjny)
  - The Masked Menace
- 1929:
  - Mother's Boy (musical: 82')
  - Lucky in Love (komedia muzyczna: 76')
- 1930: Un hombre de suerte (komedia: 96')
- 1931:
  - Le réquisitoire (obyczajowy: 84')
  - Rive gauche (komedia: 95')
  - Die Männer um Lucie (obyczajowy: 75')
  - Mistigri (obyczajowy: 80')
  - Świat bez granic (komedia)
- 1932:
  - Il est charmant (musical: 87')
  - Studenter i Paris (musical: 88')
  - Passionnément (komedia: 80')
- 1933:
  - Esperáme (musical: 70')
  - Melodía de arrabal (musical: 94')
  - Un soir de réveillon (musical: 85')
  - Rund um eine Million (98')
  - Le maître de forges (melodramat: 98')
- 1934:
  - Nous ne sommes plus des enfants (80')
  - Une fois dans la vie (komedia: 88')
  - La porteuse de pain (obyczajowy: 100')
  - Kobiety jego życia (melodramat: 120')
  - Jeunesse (obyczajowy)
  - Poliche (obyczajowy)
  - Szczęście (komediodramat: 98')
  - Dama kameliowa (melodramat: 110')
  - Jeanne (obyczajowy: 85')
- 1935:
  - Compartiment de dames seules (komedia: 66')
  - Jaka śmieszna smarkula! (komedia: 85')
  - Episode (komedia: 105')
  - Zwyciężyły kobiety (komedia kostiumowa: 110')
  - Arènes joyeuses (108')
- 1936:
  - Die klugen Frauen
  - Wer zuletzt küßt... (komedia: 85')
  - Le grand refrain (musical: 98')
  - Silhouetten (animacja/muzyczny: 104')
- 1937:
  - Action for Slander (obyczajowy: 83')
  - Dark Journey (dreszczowiec: 77')
  - Hrabina Władimow (przygodowy: 107')
- 1938:
  - South Riding (melodramat: 85')
  - Rozwód Lady X (komediodramat: 92')
  - Pigmalion (komedia: 96')
  - Złudzenia życia (dramat: 110')
- 1939:
  - Over the Moon (komedia: 85')
  - Q Planes (komediodramat: 82')
  - Oberża Jamajka (kryminał: 108')
  - Intermezzo (melodramat: 70')
  - The Lion Has Wings (dramat wojenny: 76')
- 1940:
  - My Son, My Son! (melodramat: 116')
  - They Knew What They Wanted (melodramat: 96')
- 1941:
  - Pan i pani Smith (komedia: 95')
  - Diabeł i pani Jones (komedia: 92')
  - Mężczyźni w jej życiu (muzyczny: 89')
  - Podejrzenie (film noir: 99')
  - The Corsican Brothers (przygodowy: 111')
- 1942:
  - Nazistowski agent (szpiegowski: 83')
  - Mr. and Mrs. North (komedia: 67')
  - Fingers at the Window (film noir: 80')
  - Maisie Gets Her Man (komedia: 86')
  - Her Cardboard Lover (komedia: 93')
  - White Cargo (przygodowy: 88')
- 1943:
  - Komedia ludzka (komedia familijna: 227')
  - Swing Shift Maisie (przygodowy: 87')
- 1944:
  - Pieśń o Rosji (muzyczny: 107')
  - Ślicznotki w kąpieli (komedia muzyczna: 101')
- 1945:
  - Portret Doriana Graya (horror: 110')
  - Thrill of a Romance (musical: 105')
  - Her Highness and the Bellboy (komedia: 112')
- 1946:
  - Easy to Wed (komedia: 106')
  - Holiday in Mexico (animacja/musical: 128')
  - Burzliwe życie Kerna (biograficzny: 132')
- 1947:
  - Morze traw (western: 123')
  - Miłosna piosenka (muzyczny: 119')
- 1948:
  - Pirat (musical: 102')
  - Parada wielkanocna (musical: 103')
  - Słowa i muzyka (biograficzny: 120')
- 1949:
  - Przygoda na Broadwayu (musical: 109')
  - Dziewczyna z Chicago (musical: 102')
  - Tension (film noir: 95')
- 1950:
  - The Yellow Cab Man (komediodramat: 85')
  - Krawędź losu (film noir: 99')
- 1951:
  - Valentino (biograficzny: 102')
  - A Millionaire for Christy (komedia: 91')
  - Tramwaj zwany pożądaniem (dramat: 122')
  - I Want You (obyczajowy: 102')
- 1952:
  - Mój syn John (obyczajowy: 122')
  - Hans Christian Andersen (biograficzny: 112')
  - Androkles i lew (przygodowy: 98')
- 1953:
  - Twarz anioła (film noir: 91')
  - Lew jest na ulicach (dreszczowiec: 88')
  - Zawsze kobieta (komedia: 93')
- 1954:
  - Johnny Guitar (western: 110')
- 1955:
  - Faceci i laleczki (musical: 150')
- 1956:
  - Helena Trojańska (kostiumowy: 118')
  - Ostatnie akordy (biograficzny: 123')
- 1957:
  - Twarz w tłumie (dramat muzyczny: 126')
  - Piżamowa rozgrywka (musical: 101')
- 1958:
  - Marjorie Morningstar (melodramat: 128')
  - Ciotka Mame (komediodramat: 143')
- 1959:
  - Młodzi filadelfijczycy (obyczajowy: 136')
  - A Summer Place (melodramat: 130')
- 1960:
  - Who Was That Lady? (komedia: 115')
  - Zatłoczone niebo (przygodowy: 105')
  - Ciemność na szczycie schodów (dramat: 124')
- 1961:
  - Parrish (obyczajowy: 138')
  - On the Double (komedia wojenna: 92')
  - Większość jednego (komedia: 156')
- 1962:
  - Five Finger Exercise (obyczajowy: 109')
  - Cyganka (biograficzny: 143')
- 1963:
  - Island of Love (komedia: 101')
  - Mary, Mary (komedia: 126')
- 1964:
  - My Fair Lady (musical: 170')
- 1965:
  - Jak pozbyć się żony (komedia: 118')
  - Synanon (dramat społeczny: 105')
- 1966:
  - Moment to Moment (dreszczowiec: 108')
  - Idź, nie biegnij (komedia: 114')
  - Penelopa (komedia kryminalna: 97')
- 1968:
  - Zabawna dziewczyna (musical biograficzny: 151')
- 1969:
  - Hello, Dolly! (komedia muzyczna: 146')
- 1970:
  - W pogodny dzień zobaczysz przeszłość (fantasy: 129')
  - Puchacz i kotka (komedia romantyczna: 95')